# Lịch sử quân sự Đức trong Chiến tranh thế giới thứ hai

Quân kỳ của Quân đội Đức quốc xã

Lịch sử quân sự Đức trong Chiến tranh thế giới thứ hai bắt đầu từ quân số 100.000 do Hòa ước Versailles hạn chế, không được quyền có không quân và tàu ngầm, phát triển thành một quân đội hùng mạnh nhất thế giới rồi gây ra Chiến tranh thế giới thứ hai (1939-1945).
Vào ngày 1 tháng 9 năm 1939, Đức Quốc xã xâm lược Ba Lan. Cuộc xâm lược khiến Anh và Pháp tuyên chiến với Đức, theo hiệp ước hai nước này đã ký kết với Ba Lan. Theo sau Anh, các nước Úc, Canada, New Zealand, Cộng hoà Nam Phi cũng tuyên chiến với Đức. Sau chiến dịch tại Ba Lan, chiến tranh bước đến một giai đoạn tương đối im lặng gọi là Chiến tranh Giả vờ. Giai đoạn này kết thúc khi Đức xâm chiếm Đan Mạch và Na Uy vào tháng 4 năm 1940 và Hà Lan, Bỉ và Pháp vào tháng 5. Tất cả các nước bị xâm chiếm lần lượt bị sụp đổ trong khi Anh và các đồng minh bị tổn thất nặng nề tại Na Uy và phải rút quân ra khỏi Pháp. Anh lại có nguy cơ bị đổ bộ, nhưng trong cuộc chiến trên bầu trời Anh, Luftwaffe (Không quân Đức Quốc xã) đã không giành được ưu thế và vì vậy Đức Quốc xã đã đình hoãn kế hoạch xâm chiếm.
Các sự kiện quân đội Đức bị đánh bại ở trận Stalingrad năm 1942, ở trận Kursk năm 1943, ở Chiến dịch Bagration năm 1944 và sự kiện Hoa Kỳ cùng các đồng minh Anh và Canada mở Mặt trận phía Tây tháng 6 năm 1944 đã làm thay đổi cán cân lực lượng bất lợi cho Đức. Chiến tranh thế giới thứ hai chấm dứt với sự đầu hàng Đồng Minh vô điều kiện của Đức, sự sụp đổ của Đức Quốc xã, và cái chết của Adolf Hitler.

## Con đường dẫn đến chiến tranh 1934-1939
Trong hai năm đầu, chiến thuật của Đức Quốc xã là nói chuyện hòa bình, bí mật chuẩn bị chiến tranh, thực hiện chính sách ngoại giao cẩn trọng, tái vũ trang trong bí mật nhằm tránh các nước Đồng Minh viện dẫn Hòa ước Versailles mà chống Đức bằng quân sự.

### Chương trình tái vũ trang 1934-1936
Trong lúc này, Đức Quốc xã theo đuổi một cách không mệt mỏi chương trình tái vũ trang. Quân đội nhận lệnh tăng quân số lên gấp ba – từ 100.000 lên 300.000 quân tính đến ngày 1 tháng 10 năm 1934. Hải quân Đức (Kriegsmarine) đã bắt đầu đóng hai chiếc tàu thiết giáp 26.000 tấn (Hòa ước Versailles hạn định tối đa 10.000 tấn). Việc đóng tàu ngầm, mà Hòa ước Versailles ngăn cấm, đã được tiến hành bí mật ở Phần Lan, Hà Lan và Tây Ban Nha dưới chế độ Cộng hòa Weimar. Hermann Göring cũng tất bật trong hai năm này để lo gây dựng Không quân. Với tư cách là Bộ trưởng Hàng không – được hiểu là Hàng không Dân dụng – ông đặt hàng cho các cơ xưởng thiết kế máy bay chiến đấu. Việc đào tạo phi công quân sự được bắt đầu ngay dưới lốt ngụy trang Liên đoàn Bay Thể thao.
Ngày 16 tháng 3 năm 1935, Adolf Hitler ban hành nghị định thiết lập nghĩa vụ quân sự và một quân đội thời bình gồm có 12 quân đoàn và 36 sư đoàn – khoảng nửa triệu người. Pháp và Anh chỉ lên tiếng phản đối nhưng không có động thái nào khác. Xiềng xích Versailles, biểu tượng của chiến bại và nỗi nhục nhã của Đức, đã bị tháo bỏ.
Ngày 21 tháng 5 năm 1935, Hitler bí mật ban hành Luật Bảo vệ Đế chế, bổ nhiệm Tiến sĩ Hjalmar Schacht làm Bộ trưởng Đặc mệnh Toàn quyền Kinh tế Chiến tranh và tái tổ chức quân lực; Bộ Quốc phòng được đổi thành Bộ Chiến tranh. Quân đội Đức từ danh hiệu Reichswehr (Quân Phòng vệ Đế chế) dưới thời Cộng hòa Weimar bây giờ được chuyển thành Wehrmacht (Lực lượng Phòng vệ). Hitler kiêm thêm Tư lệnh Tối cao Quân lực, Đại tướng Werner von Blomberg được chỉ định làm Bộ trưởng Chiến tranh kiêm Tổng Tham mưu trưởng Quân lực. Mỗi quân chủng có Tư lệnh và Bộ Tư lệnh riêng. Tướng Ludwig Beck được chỉ định là Tham mưu trưởng Lục quân.
Cùng ngày, Hitler đề xuất việc giải trừ quân bị. Đặc biệt, Đức sẵn sàng giới hạn Hải quân Đức mới ở mức 35% của trọng tải lực lượng Hải quân Hoàng gia Anh. Chính phủ Anh rơi vào bẫy của Hitler một cách ngây thơ, nông nổi tiến hành xóa bỏ mọi hạn chế hải quân ghi trong Hòa ước Versailles. Vì lẽ, đồng ý cho Đức gây dựng hải quân bằng 35% hải quân Anh tức là đã cho phép Đức tự do đóng tàu cho hạm đội càng nhanh càng tốt theo khả năng có thể – ngang bằng khả năng huy động tối đa các xưởng đóng tàu và nhà máy thép trong 10 năm. Vì thế, đây không phải là giới hạn tái vũ trang của Đức mà là khuyến khích bành trướng binh chủng hải quân nhanh chóng theo khả năng của Đức.

### Đức chiếm Rhineland
Sáng 7 tháng 3 năm 1936, một lực lượng nhỏ của Đức đi qua các cầu sông Rhine và tiến vào khu phi quân sự Rhineland. Lực lượng Đức gồm từ 4 lữ đoàn đến 3 sư đoàn. Pháp tập trung 30 sư đoàn gần biên giới Đức, nhưng chỉ để tăng cường cho Phòng tuyến Maginot. Hitler dám đánh ván bài liều là do Pháp lưỡng lự và Anh nhu nhược. Anh không muốn gây rủi ro chiến tranh cho dù lực lượng của Đồng Minh vượt trội hẳn so với Đức.
Ngày 7 tháng 3 năm 1936, Hitler giải tán Nghị viện, tổ chức "bầu cử" mới và trưng cầu dân ý về việc Đức chiếm Rhineland. Theo số liệu chính thức, 99% cử tri đi bỏ phiếu trưng cầu dân ý, và 98,8% chấp thuận hành động của Hitler.
Ngày 30 tháng 1 năm 1937, Hitler đọc diễn văn trước Nghị viện, tuyên bố "rút chữ ký" của Đức ra khỏi Hòa ước Versailles. Đây là hành động rỗng tuếch nhưng đặc trưng của Hitler, vì bản thân hòa ước đã bị Đức khai tử từ lâu.

### Nước cờ định mệnh ngày 5 tháng 11 năm 1937
Buổi chiều 5 tháng 11 năm 1937, Hitler triệu 6 người đến để ông trình bày chiến lược quân sự: Thống chế Bộ trưởng Chiến tranh kiêm Tổng Tham mưu trưởng Quân lực Werner von Blomberg, Đại tướng Tư lệnh Lục quân Werner von Fritsch, Đô đốc Tư lệnh Hải quân Erich Raeder, Đại tướng Tư lệnh Không quân Hermann Göring, Nam tước Ngoại trưởng Konstantin von Neurath, và Đại tá Hossbach, tùy viên quân sự cho Hitler. Lãnh tụ thông báo quyết định không gì lay chuyển được: tiến hành chiến tranh. Các tư lệnh và vị Ngoại trưởng đối mặt với những thời điểm cụ thể để thật sự tấn công hai nước láng giềng Tiệp Khắc và Áo – hành động mà họ tin chắc sẽ dẫn đến chiến tranh toàn châu Âu. Họ phải sẵn sàng vào năm 1938, và chậm nhất là 1943-1945.

### Blomberg, Fritsch, Neurath và Schacht rơi rụng
Cả Werner von Blomberg, Werner von Fritsch, Konstantin von Neurath và Hjalmar Schacht đều tỏ ý ít nhiều chống lại quyết định đi đến chiến tranh của Hitler. Chẳng bao lâu, họ đều rơi rụng bằng cách này hay cách khác. Neurath và Schacht bị thay thế, riêng hai tướng Blomberg và Fritsch bị dàn cảnh để rồi bị loại ra khỏi quân đội.
Xem Hermann Göring và Gestapo về việc dàn cảnh ám hại Blomberg và Fritsch

### Áo sáp nhập vào Đức
Trong buổi hội kiến với Thủ tướng Áo Kurt Schuschnigg, Hitler đưa tối hậu thư với các điều kiện: Áo phải bãi bỏ lệnh cấm Đảng Quốc xã Áo, ân xá mọi đảng viên Quốc xã đang ngồi tù, cử luật gia thân Quốc xã, Tiến sĩ Arthur Seyss-Inquart, làm Bộ trưởng Nội vụ với quyền hành chỉ huy các lực lượng cảnh sát và an ninh, cử hai người thân Quốc xã khác làm Bộ trưởng Chiến tranh và Bộ trưởng Tài chính. Cộng thêm sự đe dọa của Đức sẽ tấn công bằng quân sự, Schuschnigg từ chức, Seyss-Inquart lên thay. Đức ngụy tạo một bức điện tín của Seyss-Inquart kêu gọi Hitler đưa quân vào Áo để lập lại trật tự.
Ngày 12 tháng 3 năm 1938, quân Đức tiến vào Áo trong khi Bộ Ngoại giao Đức cho rằng phát biểu của Schuschnigg về tối hậu thư của Đức là "hoàn toàn bịa đặt".
Trong cuộc trưng cầu dân ý ngày 10 tháng 4 năm 1938, đa số người Áo bỏ phiếu thuận theo Hitler để sáp nhập Áo vào Đức. Không cần bắn một phát súng và không có sự can thiệp của Anh, Pháp và Liên Xô vốn có lực lượng quân sự áp đảo, Đức Quốc xã chiếm được một vị trí chiến lược có giá trị cực kỳ lớn lao cho những kế hoạch trong tương lai. Quân đội của Đức chế ngự Tiệp Khắc ở ba mặt, và Áo là cửa ngõ mở ra vùng Đông-Nam châu Âu.
Cũng vào giữa năm 1938, khi Đức ngấp nghé thôn tính tiếp Tiệp Khắc, nổi lên bước khởi đầu của phong trào chống Hitler, kéo dài cho đến gần cuối cuộc chiến.

### Đức thôn tính Tiệp Khắc
Đức lợi dụng hoàn cảnh khó khăn của người Đức thiểu số ở Tiệp Khắc làm cái cớ để quấy động nước này, trong khi Anh và Pháp vẫn chưa nhận ra mưu đồ ấy. Hitler chỉ thị cho Đảng người Đức Sudeten thân Quốc xã là "phải ra những đòi hỏi mà chính phủ Tiệp Khắc không thể chấp nhận", tức "phải luôn đòi hỏi nhiều để ta không bao giờ được thỏa mãn". Vì muốn xoa dịu Hitler, Thủ tướng Anh Neville Chamberlain gây áp lực bắt Tiệp Khắc phải nhượng bộ.
Kết quả là Tiệp Khắc nhường cho Đức gần 300.000 kilômét vuông lãnh thổ. Trên lãnh thổ này là một hệ thống lô cốt mà từ trước đến giờ tạo nên tuyến phòng thủ vững chắc nhất châu Âu, có lẽ chỉ kém Phòng tuyến Maginot của Pháp. Cả hệ thống đường sắt, đường bộ, điện thoại và điện tín của Tiệp Khắc đều bị xáo trộn. Theo số liệu của Đức, Tiệp Khắc mất trên dưới 80% than non, hóa chất, xi măng; trên dưới 60% than đá, sắt, thép, điện năng; và 40% gỗ. Một đất nước công nghiệp phồn thịnh trong phút chốc bị tan rã và phá sản.

### Đức Quốc xã thôn tính Memel
Memel, một cảng trên bờ Biển Baltic với khoảng 40.000 dân, đã bị Hòa ước Versailles cắt ra từ Đức để trao cho Litva. Hitler quyết định chiếm Memel từ ngoài biển. Ông và Thủy sư Đô đốc Erich Raeder muốn phô trương sức mạnh của hải quân nên cả hai đi trên chiếc tàu thiết giáp bỏ túi Deutschland đến Memel ngày 22 tháng 3 năm 1939, đúng một tuần sau khi Hitler tiến vào thủ đô Praha của Tiệp Khắc. Ngày hôm sau, Litva đã chịu ký nhường Memel lại cho Đức.
Lúc 2:30 giờ chiều ngày 23 tháng 3 năm 1939, Hitler có thêm một chuyến đi chiến thắng vào một thành phố mà ông vừa thôn tính, lần này ở Memel ông cũng phát biểu với một đám đông người Đức mà ông vừa "giải phóng". Thêm một điều khoản của Hòa ước Versailles đã bị xé bỏ. Thêm một cuộc thôn tính không đổ máu. Dù cho Hitler không biết, đấy là cuộc thôn tính không đổ máu cuối cùng.

### Hiệp ước Xô-Đức
Ngày 23 tháng 8 năm 1939, Ngoại trưởng Joachim von Ribbentrop của Đức và Ngoại trưởng Viatcheslav Mikhaïlovitch Molotov của Liên Xô ký kết Hiệp ước Xô-Đức hay còn gọi là Hiệp ước Molotov-Ribbentrop, có tên chính thức là "Hiệp ước Bất tương xâm giữa Đức và Liên bang Xô viết". Nghị định thư bí mật đính kèm quy định các nước Phần Lan, Estonia, Latvia, Litva và România thuộc vùng ảnh hưởng của Liên Xô. Hai bên đồng ý phân chia ảnh hưởng tại Ba Lan. Nhiều năm trước, Hitler đã tiên đoán trong quyển Mein Kampf: "Việc ký kết mối liên minh với Nga chỉ là kế hoạch cho cuộc chiến kế tiếp". Trong lúc này, Đức được rảnh tay với Liên Xô để chú tâm thôn tính Ba Lan.

## Những thắng lợi đầu tiên

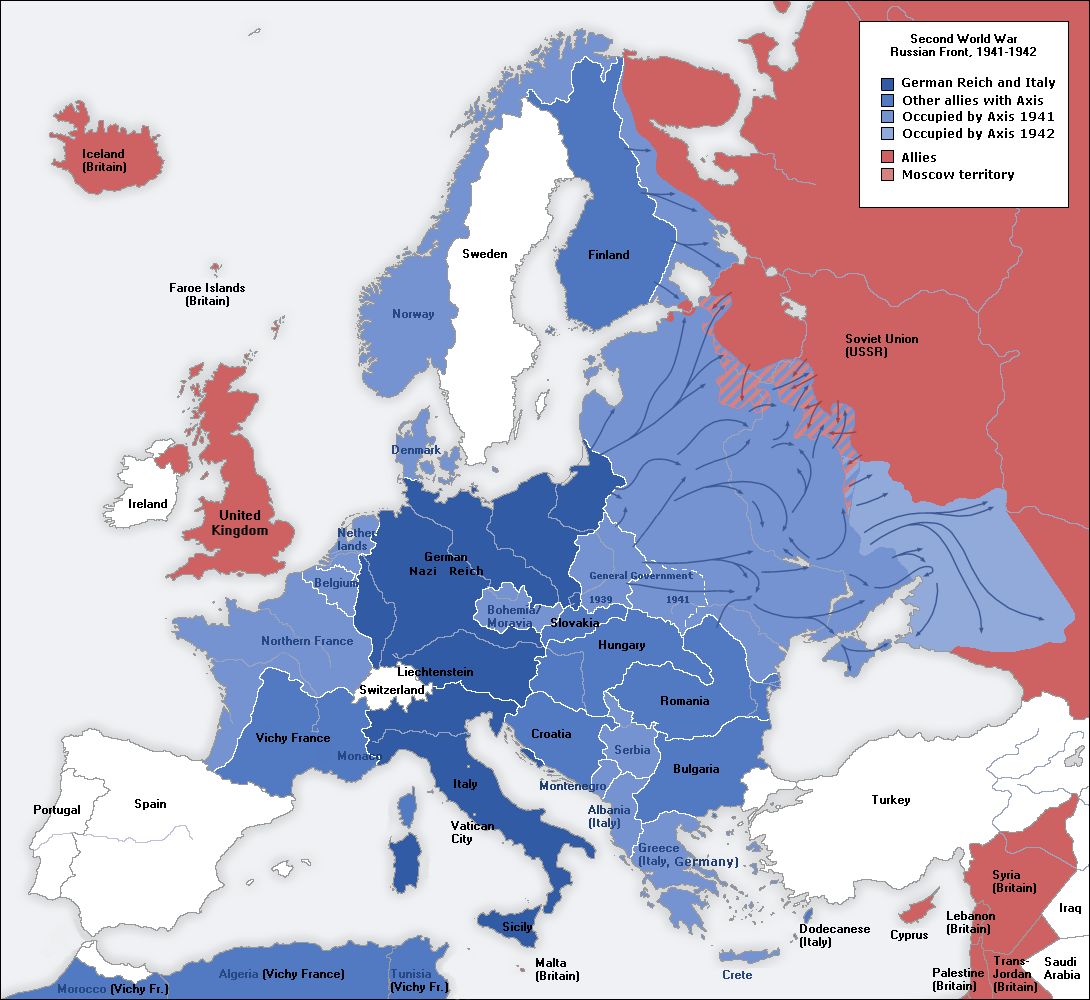
Các nước dưới sự chiếm đóng của Đức trong Chiến tranh thế giới thứ hai

### Đức tấn công Ba Lan
Bình minh ngày 1 tháng 9 năm 1939, quân Đức tràn qua biên giới Ba Lan và đều hướng về thủ đô Warszawa từ ba phía bắc, nam và tây. Đức đã lấy cuộc tấn công giả tạo của Đức vào đài truyền thanh của Đức ở Gleiwitz nhằm biện minh cho hành động gây hấn lạnh lùng với Ba Lan.
Ngày 3 tháng 9, Anh và Pháp tuyên chiến với Đức.
Ngày 17 tháng 9, Cụm Tập đoàn quân Bắc dưới quyền tướng Fedor von Bock bắt tay với Tập đoàn quân 14 của tướng Siegmund von List, bao vây tất cả lực lượng Ba Lan. Vài nhóm lẻ tẻ còn chống cự một cách anh dũng, nhưng số phận của họ đã bị khép lại.
Bắt đầu từ ngày 17 tháng 9, Liên Xô đưa quân vào Ba Lan. Ngày 29 tháng 9, Molotov và Ribbentrop ký kết một hiệp ước mới gọi là "Hiệp ước Biên giới và Hữu nghị Đức-Liên Xô" quy định những quyền lợi của hai quốc gia; trong mỗi lãnh thổ chiếm được hai quốc gia sẽ tái lập "hòa bình và trật tự" và "đảm bảo cư dân sống ở đấy một đời sống an bình trong việc gìn giữ bản sắc dân tộc của họ". Cũng có nghị định thư mật thêm Litva vào "vùng ảnh hưởng" của Liên Xô.
Hitler đã thắng cuộc chiến ở Ba Lan, nhưng người hưởng lợi nhiều nhất là Stalin, và quân đội Liên Xô hầu như không phải nổ phát súng nào. Liên Xô chiếm gần phân nửa Ba Lan và bóp nghẹt các nước vùng Baltic.

### Chiến tranh giả vờ ở phía Tây
Không có gì nhiều xảy ra ở phía Tây. Hầu như không có tiếng súng nổ. Đức không lấy làm ngạc nhiên lắm; họ xem việc Pháp tấn công là khó xảy ra.
Tham mưu trưởng Hành quân Alfred Jodl của Bộ Tổng tham mưu khai trước Tòa án Nürnberg:
Nếu chúng tôi không sụp đổ năm 1939, đấy chỉ nhờ sự kiện là trong chiến dịch Ba Lan, khoảng 110 sư đoàn Pháp và Anh hoàn toàn bất động khi đối mặt với 23 sư đoàn của Đức.
Có nhiều lý do tại sao quân đội Pháp không tấn công Đức: tư tưởng chủ bại trong quân đội, chính phủ và người dân Pháp; hồi ức trong Thế chiến thứ nhất khi Pháp bị bỏ mặc cho đến kiệt quệ và e sợ cuộc thảm sát tương tự lần này; Pháp nhận ra rằng vào giữa tháng 9 quân đội Ba Lan đã bị đánh tan nát và Đức chẳng bao lâu sẽ chuyển quân về phía Tây và có thể đẩy lùi bước tiến của Pháp.
Hitler đề nghị hòa bình, Anh-Pháp nói phải chấp nhận thực tế "là Ba Lan không thể cất đầu lên lại nữa". Ngày 12 tháng 10 năm 1939, Chamberlain trả lời Hitler, nói những đề nghị của Hitler là "mơ hồ và thiếu chắc chắn" và nhận xét rằng "không có đề nghị nào nhằm sửa chữa những sai lầm đã gây ra cho Tiệp Khắc và Ba Lan". Ông nói, không thể nào tin tưởng những lời hứa của "Chính phủ Đức hiện giờ".

### Đức tấn công Đan Mạch và Na Uy
Hải quân Đức từ lâu đã dòm ngó miền bắc nhằm lập căn cứ hải quân ở Na Uy để phá vỡ sự phong tỏa của Anh trên Biển Bắc, mở đường cho tàu Đức thông thương ra đại dương. Tương tự, Không quân Đức dòm ngó các sân bay Đan Mạch để làm bàn đạp tấn công Anh.
Ngày 9 tháng 4 năm 1940, nhà vua Đan Mạch đầu hàng và ra lệnh chấm dứt mọi hành động chống cự. Tổng cộng phía Đan Mạch có 13 người tử trận và 23 người bị thương. Phía Đức có khoảng 20 thương vong.
Na Uy chống cự ngay từ đầu, tuy không phải là ở khắp nơi. Đến ngày 28 tháng 5, Na Uy mới chịu đầu hàng. Vua Håkon VII của Na Uy và chính phủ được đưa đến Luân Đôn và sống ở đây 5 năm trong cảnh lưu vong.
Cuộc tấn công thần tốc Đan Mạch và Na Uy là một chiến thắng quan trọng cho Đức Quốc xã. Chiến thắng giúp đảm bảo tuyến vận chuyển quặng sắt trong mùa đông, tạo thêm sự bảo vệ cho Đức ở ngõ ra vào Biển Baltic, cho phép Hải quân Đức tiến ra vùng Bắc Đại Tây Dương, cung cấp các cảng biển vô cùng thuận lợi cho cuộc chiến trên biển với Anh, cho phép Không quân Đức sử dụng các sân bay tiến gần đến địch thủ hơn hàng trăm dặm. Và có lẽ yếu tố quan trọng nhất là uy tín quân sự của Đức Quốc xã được nâng cao rõ rệt.

### Hà Lan đầu hàng
Vào ngày 10 tháng 5 năm 1940, dọc chiến tuyến 280 kilômét trải dài từ Biển Bắc đến Phòng tuyến Maginot, quân Đức tràn qua biên giới của ba quốc gia trung lập nhỏ bé Hà Lan, Bỉ và Luxembourg. Ngày 15 tháng 5, Hà Lan ký văn kiện đầu hàng.

### Bỉ đầu hàng và quân Anh-Pháp bị bao vây
Vào buổi tối 13 tháng 5, các đơn vị thiết giáp của Đức chiếm được bốn bàn đạp bắt ngang con sông Meuse có bờ dốc và cây cối rậm rạp, từ Dinant đến Sedan, rồi chiếm lấy Sedan. Ngày kế, cơn hồng thủy ập đến. Sử dụng phương án tác chiến "Chiến tranh chớp nhoáng" (tiếng Đức: Blitzkrieg), một đoàn quân thiết giáp chưa từng thấy về quân số, sự tập trung, tính cơ động và hỏa lực, theo ba mũi trải dài đến 160 kilômét. Vào buổi tối 20 tháng 2, sư đoàn 2 Thiết giáp của Đức tiến đến thị trấn Abbeville gần cửa sông Somme, trong sự ngạc nhiên của tổng hành dinh của Hitler. Quân Bỉ, Lực lượng Viễn chinh Anh và ba tập đoàn quân Pháp bị bao vây.
Vua Leopold III của Bỉ đầu hàng sáng ngày 28 tháng 5 năm 1940.
Anh tổ chức cuộc di tản binh sĩ khỏi bờ biển Dunkerque. Đến ngày 4 tháng 6, gần 340.000 quân Anh và Pháp đã thoát ra khỏi gọng kìm của Đức, được đưa về Anh. Vào ngày 16 tháng 6 năm 1940, sau khi quân Đức tiến chiếm thủ đô Paris, Philippe Pétain - người anh hùng của nước Pháp trong trận Verdun hồi năm 1916, lên làm Thủ tướng và bắt đầu đàm phán với Đức Quốc xã.
Vào ngày 22 tháng 6 năm 1940, Adolf Hitler buộc Pháp ký văn kiện đầu hàng trên một khoảnh trống trong khu rừng Compiègne. Sự kiện này đã tẩy bỏ một trong những ký ức đen tối nhất trong tâm trí của người Đức – cuộc đầu hàng của Đức vào ngày 11 tháng 11 năm 1918 tại toa tàu hỏa cá nhân của Thống chế Pháp Ferdinand Foch ở Compiègne. Hitler đã ngồi trên cái ghế ngồi của Foch khi ký kết hiệp định đình chiến nam 1918. Đây cũng được xem là đỉnh cao trong sự nghiệp của nhà lãnh đạo Đức Quốc xã.
Chiến dịch năm 1940 ở phía Tây được nhìn nhận là thắng lợi quân sự lớn nhất của Đức Quốc xã. Trong vài tuần lễ kế tiếp, Hitler vẫn tin rằng sau khi Pháp bị đánh bại, Anh sẽ nôn nóng muốn hòa bình. Theo khía nhìn của Đức, những điều khoản mà Hitler đưa ra là rộng lượng, nếu xét qua việc Đức đã đánh bại Anh ở Na Uy và Pháp. Hitler nói ông chỉ muốn Anh cho ông được tự do hành động trên lục địa châu Âu. Nhưng Anh vẫn không chịu thỏa hiệp hòa bình.

### Cuộc chiến trên bầu trời Anh quốc
Xem Hermann Göring về những trận đánh của Không quân Đức trong cuộc chiến
Đức mở cuộc tổng không kích nhắm vào nước Anh bắt đầu ngày 15 tháng 8 với mục đích tiêu diệt Không lực Hoàng gia Anh và qua đấy tạo một điều kiện thuận lợi cho cuộc đổ bộ. Do những thất bại nặng nề của Không quân Đức, ngày 17 tháng 9, Hitler đình hoãn vô hạn định kế hoạch đổ bộ lên đất Anh. Trận không chiến tại Anh Quốc là thắng lợi đầu tiên của phe Đồng Minh trước Đệ tam Đế chế Đức và tạo điều kiện cho sự tiếp diễn của Trận chiến Đại Tây Dương.

### Liên Xô chiếm vùng Baltic
Trong khi Đức đang bận rộn đánh Tây Âu, quân đội Liên Xô lần lượt tràn vào Litva, Latvia Estonia và lật đổ chính phủ các nước này, đưa các lãnh đạo thân Liên Xô lên nắm quyền. Các cuộc bầu cử gian lận được tổ chức ở ba nước để hợp pháp hóa việc chiếm đóng, và Xô viết Tối cao (quốc hội của Liên Xô) sáp nhập ba nước vào Liên bang Xô viết: Litva ngày 3 tháng 8, Latvia ngày 5 tháng 9 và Estonia ngày 6 tháng 8. Adolf Hitler cảm thấy mất mặt, nhưng trong khi tất bật lo xâm lấn Anh, ông không làm gì được. Kế tiếp, Liên Xô dòm ngó đến România khiến cho Đức âu lo, vì Romania cung ứng dầu hỏa, thực phẩm và thức ăn gia súc cho Đức. Đức sẽ mất đi những nguồn lợi này nếu Hồng quân chiếm Romania. Stalin lại đòi hỏi Phần Lan trong Chiến tranh Liên Xô-Phần Lan, Bulgaria, kiểm soát hai eo biển Bosporus và Dardanelles và, trên thực tế, kiểm soát cả các giếng dầu Ả Rập và Ba Tư (Iran bây giờ) vốn cung cấp phần lớn lượng dầu cho châu Âu.
Với sự sụp đổ của Pháp, việc đánh đuổi quân Anh qua bên kia eo biển và viễn ảnh của nước Anh sắp suy sụp, ý nghĩ của Hitler quay trở lại Liên Xô. Bởi vì bây giờ ông xem mình đã rảnh tay ở miền Tây và qua đấy đã hoàn tất được một điều kiện mà ông đã đặt ra để có vị thế "chống Nga". Việc Stalin nhanh chóng chiếm lấy các nước vùng Baltic và hai tỉnh của Romani đã thúc đẩy Hitler phải có hành động. Walther von Brauchitsch nghĩ rằng sẽ cần đến 80-100 sư đoàn; ông đánh giá sức mạnh của Liên Xô là "50 đến 75 sư đoàn thiện chiến". Franz Halder ước lượng Liên Xô có 155 sư đoàn và sức mạnh của Đức là tương đương nhưng "có chất lượng tác chiến cao hơn hẳn".

### Màn mở đầu tại Balkan
Ngày 25 tháng 3 năm 1941, Thủ tướng Dragisha Cvetković cùng Ngoại trưởng Alexander Cincar-Marković của Nam Tư bí mật đến Viên rồi với sự hiện diện của Hitler và Joachim von Ribbentrop, hai người ký vào Hiệp ước phe Trục.
Ngay sau khi các vị khách Nam Tư trở về thủ đô Belgrade, chính phủ và Hoàng thân Phụ chính bị lật đổ. Chế độ mới do tướng Dušan Simović cầm đầu lập tức đề nghị ký hiệp ước bất tương xâm với Đức, nhưng Đức thấy rõ là họ không chấp nhận vị thế bù nhìn mà Hitler mong áp đặt.
Cuộc đảo chính ở Nam Tư khiến cho Hitler nổi lên cơn thịnh nộ dữ dội, xem đấy là sự xúc phạm đối với cá nhân ông. Trong cơn giận dữ đi đến quyết định khiến về sau gây nên thảm họa cho Đức Quốc xã: xâm lăng Nam Tư. Chiến dịch Liên Xô được dời lại bốn tuần.

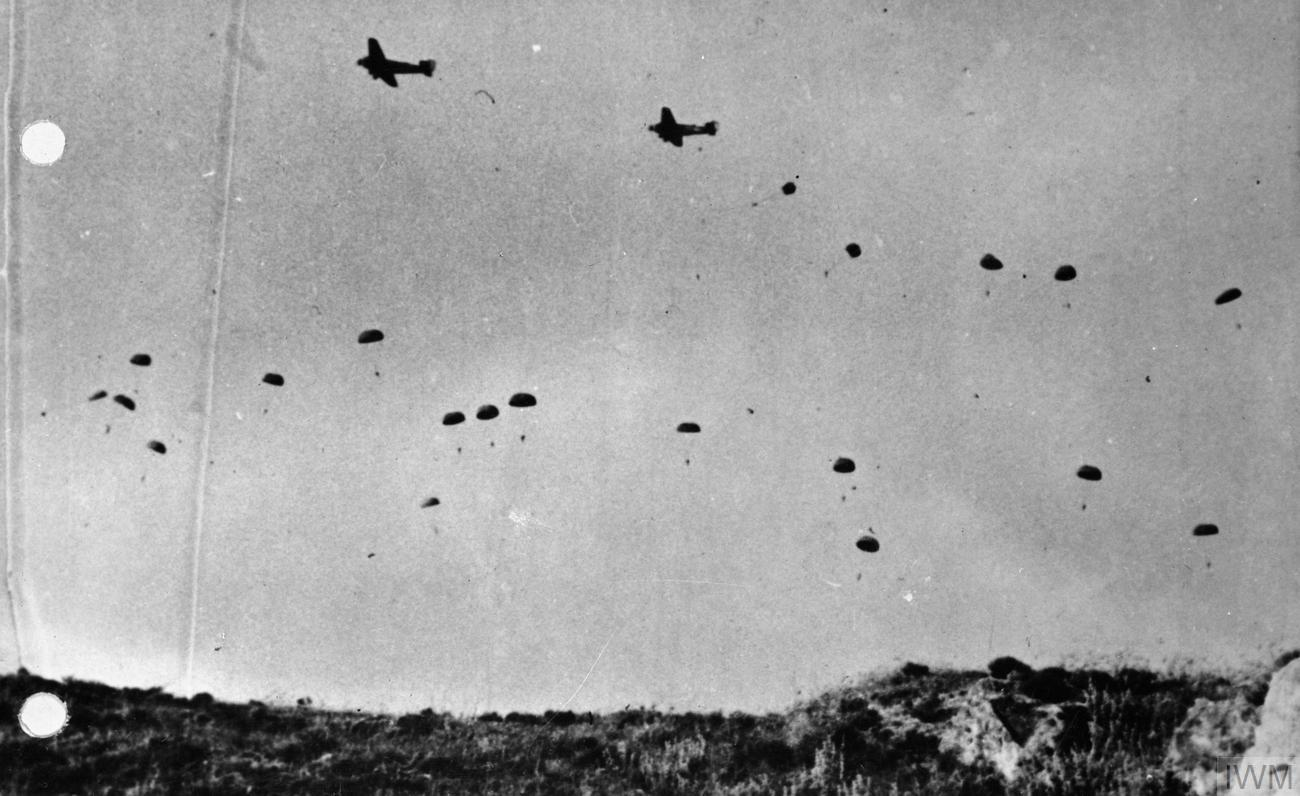
Quân nhảy dù Đức đánh chiếm đảo Crete tháng 5-1941

Việc hoãn lại cuộc tiến công Liên Xô chỉ vì Hitler muốn rửa hận đối với một quốc gia vùng Balkan nhỏ bé có lẽ là một quyết định nguy hại nhất cho sự nghiệp của Hitler. Không phải quá đáng mà nói rằng Hitler đã vứt bỏ cơ hội bằng vàng để thắng cuộc đại chiến và đưa Đức Quốc xã lên thành một Đế chế vĩ đại nhất trong lịch sử Đức. Tư lệnh Lục quân Brauchitsch và Tham mưu trưởng Lục quân Halder sau này sẽ thấu hiểu hơn những hệ lụy, khi giữa mùa đông họ nhận ra rằng chỉ thiếu 3 hoặc 4 tuần là đủ đi đến chiến thắng chung cuộc.
Ngày 6 tháng 4, quân đội Đức với sức mạnh vượt trội tràn xuống Nam Tư và Hy Lạp, băng qua các đường biên giới giữa Đức và Bulgaria cùng Hungary với tất cả tốc độ của cơ giới để tiến đánh những đơn vị phòng hộ được trang bị thô sơ và còn bị Không quân Đức bắn phá trước. Theo lệnh của Hitler, thủ đô Belgrade bị san bằng. Ngày 17 tháng 4 năm 1941, Quân đội Nam Tư đầu hàng tại Sarajevo dù họ vẫn còn 28 sư đoàn.

### Đức đánh Bắc Phi

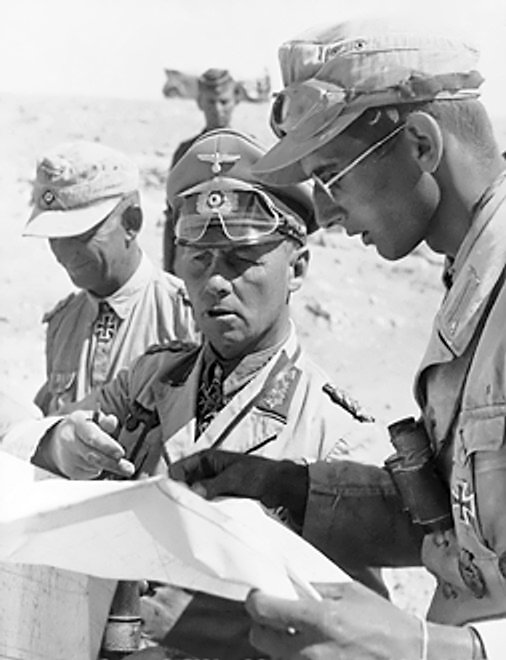
Tướng Erwin Rommel và Quân đoàn Phi Châu ở Bắc Phi

Sau khi các lực lượng Ý bị tiêu diệt ở Libya, Hitler gửi một sư đoàn thiết giáp hạng nhẹ và vài đơn vị Không quân đến Bắc Phi và điều tướng Erwin Rommel đến giữ chức chỉ huy liên quân Ý-Đức. Là vị tướng binh chủng tăng táo bạo, nhiều mưu lược, Rommel đã nổi danh từ khi là tư lệnh một sư đoàn thiết giáp ở chiến trường Pháp, và sẽ gây nhiều rắc rối cho quân Anh trong hai năm. Với một sư đoàn thiết giáp Đức, một sư đoàn thiết giáp Ý và một sư đoàn bộ binh Ý, vào cuối tháng 3 năm 1941, thình lình Rommel tiến công. Trong vòng 12 ngày, ông chiếm được tỉnh Cyrenaica và tiến đến Bardia, chỉ cách biên giới Ai Cập dăm bảy kilômét. Toàn vị thế của Anh ở Ai Cập và Kênh đào Suez bị đe dọa, và vị thế ở Địa Trung Hải cũng bị nguy hiểm vì sự hiện diện của quân Đức tại Hy Lạp.
Mùa xuân thứ hai trong cuộc chiến mang thêm chiến thắng lẫy lừng cho Đức. Hải quân Đức thúc giục Hitler nên khai thác tình hình, kêu gọi Hitler nên tổng tấn công ở Ai Cập và vùng Kênh đào Suez, còn Rommel cũng kêu gọi việc tương tự ở Bắc Phi vì muốn tiếp tục tiến công sau khi nhận thêm tăng viện.
Nhưng Hitler đã quyết định trước nhất phải tiêu diệt Liên Xô. Ông chỉ gửi một phái bộ quân sự, vài máy bay và chút ít vũ khí. Nhưng ông thấy không cần phải làm gì thêm ngoài động thái nhỏ nho này. Về chiến lược táo bạo ở tầm mức rộng lớn mà các đô đốc và Rommel kêu gọi, Hitler trả lời là chỉ xét đến sau khi đã đánh bại Liên Xô. Đấy là một sai lầm trọng đại. Vào thời điểm này, cuối tháng 4 năm 1941, chỉ cần một lực lượng nhỏ Hitler hẳn đã giáng cho Anh một đòn nặng, có thể là đòn chí tử.

### Đức đánh qua Liên Xô
Ngày 22 tháng 6 năm 1941, quân Đức tràn vào đất Liên Xô.
Chỉ trong vòng 3 tuần, Cụm Tập đoàn quân Trung tâm của Thống chế Fedor von Bock, gồm 30 sư đoàn bộ binh và 15 sư đoàn thiết giáp hoặc cơ giới, tiến hơn 700 kilômét từ Bialystock ở đông-bắc Ba Lan đến Smolensk thuộc vùng trung-tây nước Nga. Moskva chỉ còn cách 320 kilômét về phía đông.
Trên mặt trận miền bắc, Cụm Tập đoàn quân Bắc của Thống chế Wilhelm von Leeb, gồm 21 sư đoàn bộ binh và 6 sư đoàn thiết giáp, tiến nhanh qua các nước vùng Baltic hướng đến thành phố Leningrad.
Trên mặt trận miền nam, Cụm Tập đoàn quân Nam của Thống chế Karl von Rundstedt gồm 25 sư đoàn bộ binh, 4 sư đoàn cơ giới, 4 sư đoàn quân sơn cước và 5 sư đoàn thiết giáp tiến về sông Dniepr và thành phố Kiev, thủ phủ của vùng đất màu mỡ Ukraina mà Hitler thèm muốn.

Quân Đức đánh chiếm 1 ngôi làng của Nga năm 1941

Thế là theo đúng kế hoạch, quân Đức tiến theo trận tuyến dài 1.600 kilômét từ Biển Baltic đến Biển Đen. Với ưu thế vượt trội của Đức, hết tập đoàn quân này đến tập đoàn quân khác của Liên Xô bị bao vây hoặc phải rút lui. Chỉ ba tuần sau khi tiến công, Hitler tin rằng Liên Xô đã bị đánh gục.
Nhưng Đức vấp phải ngạc nhiên lớn. Hồng quân Liên Xô còn đông đảo hơn và được trang bị tốt hơn là Hitler nghĩ. Từng sư đoàn mới của Liên Xô – mà tình báo Đức chưa hề tiên liệu – được liên tục tung vào trận chiến. Nhật ký của Halder ngày 11 tháng 8 ghi:
Càng ngày càng thấy rõ rằng ta đã đánh giá quá thấp sức mạnh của Nga... Khởi đầu ta ước lượng địch có khoảng 200 sư đoàn và bây giờ ta đã xác định được 360. Khi hàng chục sư đoàn của họ bị tiêu diệt, người Nga tung ra một chục sư đoàn khác.
Ngày 21 tháng 8, Hitler ra một chỉ thị lịch sử:
Mục tiêu quan trọng nhất phải đạt được trước mùa đông không phải là đánh Moskva, mà phải chiếm vùng Krym, vùng công nghiệp và mỏ than của lưu vực sông Donets, và cắt đứt nguồn cung cấp xăng dầu khỏi Kavkaz. Mục tiêu ở miền bắc là khóa chặt Leningrad và kết hợp với quân Phần Lan.
Gerd von Rundstedt phóng mũi tiến công ở miền nam với sự tăng cường của lực lượng tách ra từ mặt trận trung tâm. Heinz Guderian cho rằng họ đạt được thắng lợi to tát về chiến thuật. Thành phố Kiev thất thủ ngày 19 tháng 9 – và quân Đức còn tiến xa thêm 240 kilômét. Ngày 26 tháng 9, Trận Kiev kết thúc; phía Đức cho biết 665.000 quân Nga bị bắt làm tù binh. Vài tướng lĩnh nghi ngờ tầm quan trọng chiến lược của chiến thắng này: vì bị cắt giảm lực lượng thiết giáp, Cụm Tập đoàn quân trung tâm đành phải ngừng tiến quân suốt hai tháng.
Hitler miễn cưỡng chiều theo sự thúc giục của tướng lĩnh để ra lệnh mở lại mũi tiến công đến Moskva. Nhưng đã quá muộn! Mãi đến đầu tháng 10, mũi tiến công mãnh liệt mới khởi phát. Nhưng một lần nữa, Hitler là nạn nhân của tính ngông cuồng hoang tưởng. Chiếm Moskva trước mùa đông là không đủ. Ông ra lệnh cho Thống chế von Leeb ở miền bắc cùng lúc phải chiếm lấy Leningrad và cũng cùng lúc, Rundstedt phải đánh dọc bờ biển Đen, chiếm thành phố Rostov, chiếm các mỏ dầu ở Maykop và tiến đến Stalingrad. Đức bị căng sức ra trên ba mặt trận.
Lúc đầu, quân Đức tiến nhanh, bắt được 650.000 tù binh. Đến ngày 20 tháng 10, các đội tăng tiền phong chỉ còn cách Moskva 65 kilômét. Nhưng những trận mưa mùa thu đã đổ xuống. Mặt đất đầy sình lầy. Đoàn quân hùng mạnh tiến chậm lại.
Ở miền nam, ngày 21 tháng 11, xe tăng Đức tiến vào thành phố Rostov nhưng rồi bị quân Liên Xô đánh chiếm lại. Quân Đức bị tấn công ở cả hai mạn sườn bắc và nam nên phải rút lui 80 kilômét.
Tuyết dày và giá lạnh đến sớm trong mùa đông năm này ở Nga. Khí lạnh làm bùn nhão cứng lại, xe tăng và cơ giới của Đức đã có thể tiếp tục tác chiến. Khi gần đến cuối tháng 11, giữa những cơn bão tuyết và nhiệt độ âm, các đội hình quân Đức ở phía bắc, nam và đông đã tiến đến cách Moskva 30 đến 50 kilômét. Nhưng quân Đức vấp phải sức chống trả với tinh thần thép của Liên Xô. Ngày 2 tháng 12, một tiểu đoàn trinh sát của Đức xâm nhập vào Khimki, một vùng ngoại ô của Moskva, từ đây họ có thể nhìn thấy những mái hình tháp nhọn của Điện Kremli. Nhưng sáng hôm sau, vài xe tăng Liên Xô và một lực lượng ô hợp gồm những công nhân trong các nhà máy của thành phố được huy động một cách vội vã đánh bật quân Đức ra ngoài. Đấy là điểm gần Moskva nhất mà quân Đức có thể tiến đến; đấy là lần đầu tiên và cũng là lần cuối cùng họ có thể thoáng nhìn thấy Kremli.
Ngày 6 tháng 12, Tướng Georgi Konstantinovich Zhukov phát động cuộc phản công. Dọc phòng tuyến dài 360 kilômét trước Moskva, ông tung ra bảy tập đoàn quân và hai quân đoàn kỵ binh – tổng cộng 100 sư đoàn với khoảng 80 vạn quân – gồm những binh sĩ còn sung sức và đã dày dạn trận mạc, được trang bị và huấn luyện để chuyên tác chiến trong không khí giá lạnh và trên lớp tuyết dày. Sức mạnh mà vị tướng tương đối còn vô danh này tung ra với một lực lượng đáng sợ gồm bộ binh, pháo binh, thiết giáp, kỵ binh và không quân – mà Hitler không thể ngờ hiện diện với số lượng lớn đến thế – có tính chất bất ngờ và mãnh liệt đến nỗi Quân đội Đức không thể chống đỡ và bị hất ra xa thủ đô Moskva. Chiến thắng đầu tiên của Hồng quân Liên Xô và cũng là thất bại đầu tiên của quân Đức đã đánh dấu sự phá sản của chiến lược "Đánh nhanh thắng nhanh" của Hitler.
Tướng lĩnh Đức bắt đầu bị cách chức vì thất bại. Gerd von Rundstedt, Fedor von Bock, Heinz Guderian và Erich Hoepner bị Hitler cách chức. Tướng Hans von Sponeck, người đã nhận Huân chương Chữ thập Hiệp sĩ của Chữ thập Sắt do đã chỉ huy quân nhảy dù đánh Hà Lan năm trước, bị trừng phạt nặng hơn vì đã ra lệnh một sư đoàn trong quân đoàn của ông tự rút lui. Ông bị tước quân hàm, bị đưa ra tòa án binh và, do lệnh của Hitler, bị án tử hình. Ông bị thi hành án vào tháng 7 năm 1944 sau vụ ám sát hụt Hitler mà ông không can dự. Walther von Brauchitsch chịu vài cơn đau tim và quyết định xin từ chức. Hitler đích thân nhận chức Tư lệnh Lục quân.
Vào cuối tháng 2 năm 1942, quân Đức rút lui cách Moskva 75 đến 160 kilômét. 200.000 người tử trận, trên 720.000 người bị thương và 46.000 lính mất tích; thương tật do tê cóng là trên 100.000 người. Đấy là chưa kể những thiệt hại của Hungary, România và Ý.
Phía Liên Xô thiệt hại còn nặng hơn. Trên 1 triệu người đã chết, mất tích, bị bắt hoặc bị thương trong trận Moskva. Dù vậy, ý nghĩa chiến lược của trận Moskva đã nâng cao rất nhiều tinh thần của quân dân Liên Xô và khiến các chỉ huy Đức mất dần niềm tin vào chiến thắng. Nếu không thể đánh gục Liên Xô thật nhanh chóng như kế hoạch ban đầu và bị kéo vào chiến tranh tiêu hao lâu dài, sớm muộn Đức sẽ bị đè bẹp bởi nguồn nhân lực và tài nguyên khổng lồ của Liên Xô.

## Thế trận xoay chiều

### Hoa Kỳ tham chiến
Ngày Chủ Nhật, 7 tháng 12, 1941, Nhật Bản tấn công Trân Châu Cảng. Ngày 11 tháng 12, Hitler tuyên chiến với Hoa Kỳ.

### Đức thua trận ở Bắc Phi
Cáo sa mạc Erwin Rommel đã khởi động lại cuộc tiến công ở el Alamein ngày 31 tháng 8, với ý định quân Anh rồi tiếp tục tiến đến Alexandria và sông Nil. Một trận đánh dữ dội diễn ra trong sức nóng như thiêu đốt trên một trận tuyến dài hơn 60 kilômét, nhưng Rommel không thể trụ nổi. Ngày 3 tháng 9, ông rút ra khỏi trận chiến và lui về vị trí phòng thủ. Cuối cùng, quân Anh tại Ai Cập đã nhận được tăng viện mạnh mẽ về quân số, pháo, xe tăng và máy bay (nhiều xe tăng và máy bay là do Mỹ cung cấp).
Sau khi thua một trận đánh, Rommel nghỉ bệnh ở vùng rừng núi Semmering gần Wien. Buổi chiều 24 tháng 10 ông nhận được cuộc gọi của Hitler kêu ông quay lại Bắc Phi. Nhưng quân Anh có sức mạnh vượt trội, xuyên thủng đoạn phòng tuyến phia nam và bắt đầu tràn ngập các sư đoàn quân Ý ở khu vực này. Buổi tối 2 tháng 11, Rommel báo cáo với Hitler là ông không còn có thể trụ vững được nữa và định rút lui 60 kilômét về Fûka.
Ngày kế, ông đã bắt đầu cuộc rút lui thì nhận được lệnh của Hitler: "trụ vững, không rút lui dù một bước." Rommel miễn cưỡng ra lệnh ngừng rút lui nhưng vào buổi tối 4 tháng 11, ông quyết định cứu lấy những gì còn lại và rút lui về Fûka. Số thương vong và mất tích tổng cộng là 59.000 người gồm 34.000 quân Đức, trong tổng số ban đầu 96.000 người.
Ngày 5 tháng 11, Lãnh tụ gửi chỉ thị cụt lủn: "Tôi đồng ý cho quân rút lui về vị trí Fûka". Nhưng xe tăng của Bernard Montgomery đã chiếm được vị trí này. Trong 15 ngày kế tiếp, Rommel rút lui hơn 1.100 kilômét với những gì còn lại – khoảng 25.000 quân Ý, 10.000 quân Đức và 60 xe tăng – mà vẫn không có cơ hội dừng lại. Đấy là khởi đầu cho sự kết thúc của Đức Quốc xã tại Bắc Phi, trận đánh đầu tiên tại mặt trận này mà quân Đức chiến bại.
Lãnh tụ còn nhận thêm tin dữ kết liễu số phận của phe Trục trên mặt trận Bắc Phi.

### Đồng Minh đổ bộ lên Bắc Phi
Ngày 3 tháng 11 khi Rommel báo cáo thảm họa, tổng hành dinh của Hitler đã nhận tin một hạm đội hùng mạnh của Đồng Minh được phát hiện ngoài khơi Gibraltar. Không ai trong Bộ Tổng tham mưu Đức đoán được ý đồ của hạm đội này. Trong khi đang bận rộn với sự chống trả không ngừng của quân Liên Xô và với Rommel ở el Alamein, Hitler không quan tâm mấy đến tin quân báo này.
Quân Anh-Mỹ dưới quyền Tướng Dwight D. Eisenhower đổ bộ lên các bãi biển Maroc và Algérie ngày 8 tháng 11 năm 1942. Hitler điều 250.000 quân Đức và Ý đến để trấn giữ đầu cầu Tunisia, nhưng đấy là chiến thắng không rõ ràng. Nếu ông chỉ cần phái một phần năm lực lượng này đến cho Rommel vài tháng trước, thì quân Đức lúc này đã tiến được đến sông Nil, Anh-Mỹ đã không thể đổ bộ và phe Trục đã kiểm soát được Địa Trung Hải, vì thế đảm bảo mặt dưới của phe Trục. Ngược lại, toàn bộ lực lượng mà Hitler điều đến Tunisia cùng phần còn lại của Quân đoàn châu Phi bị mất hẳn vào mùa xuân; 125.000 quân đầu hàng chỉ trong tuần lễ cuối của chiến dịch, 5-12 tháng 5 năm 1943.

### Thảm họa tại Stalingrad
Rạng sáng ngày 19 tháng 11 đi đến tin dữ: Liên Xô đã đánh xuyên qua Tập đoàn quân số 3 của România dọc sông Don, ở tây-bắc Stalingrad. Về phía nam thành phố, một lực lượng Liên Xô khác đang tấn công mãnh liệt Tập đoàn quân số xe tăng 4 của Đức và Tập đoàn quân số 3 của Romania. Liên Xô đã tập trung mười tập đoàn quân cùng với hàng nghìn xe tăng để phản công, tiến từ hướng bắc và nam để cắt đứt Stalingrad và ép Tập đoàn quân số 6 của Đại tướng Friedrich Paulus hoặc phải vội vã rút về hướng tây hoặc chịu bao vây. Đại tướng Tân Tham mưu trưởng Lục quân Kurt Zeitzler thúc giục Hitler cho phép Tập đoàn quân số 6 rút ra khỏi Stalingrad. Chỉ lời đề xuất ấy đủ để Hitler nổi cơn giận dữ: ông nghiêm cấm việc rút lui.
Đến ngày 22 tháng 11, Tập đoàn quân số 6 đã bị bao vây hoàn toàn. Hitler ra lệnh Paulus dời tổng hành dinh vào thành phố và lập cứ điểm phòng vệ. Tập đoàn quân này sẽ được tiếp tế bằng máy bay cho đến khi được giải cứu. Nhưng đấy chỉ là động thái vô vọng. Có 20 sư đoàn Đức và 2 sư đoàn Romania bị cắt đứt tại Stalingrad. Tướng Paulus cho biết họ cần tối thiểu 750 tấn hàng hậu cần mỗi ngày. Không quân không thể đáp ứng đủ số lượng này vì thiếu máy bay, bị trở ngại vì bão tuyết, thiếu chiến đấu cơ yểm trợ và bị lực lượng pháo phòng không Liên Xô bắn chặn quyết liệt.
Việc giải cứu Tập đoàn quân số 6 là biện pháp thực tế hơn. Ngày 25 tháng 11, Hitler triệu hồi Thống chế Erich von Manstein từ mặt trận Leningrad xuống và giao cho ông chỉ huy một đơn vị mới được thành lập: cụm quân Don để giải cứu Tập đoàn quân số 6 tại Stalingrad. Von Manstein cố gắng giải thích cho Hitler hiểu rằng cơ hội duy nhất để thành công là cho Tập đoàn quân số 6 rút ra khỏi Stalingrad đi về hướng tây trong khi cụm quân Don do Tập đoàn quân xe tăng số 4 dẫn đầu tiến lên hướng đông-bắc, đánh xuyên qua quân Liên Xô đang ở giữa hai lực lượng của Đức. Nhưng một lần nữa, Hitler từ khước việc rút về sông Volga. Tập đoàn quân số 6 phải trụ lại Stalingrad và von Manstein phải tiến công đến đấy.
Ngày 21 tháng 12, Tập đoàn quân xe tăng số 4 dưới quyền Đại tướng Hermann Hoth tiến đến cách chu vi phía nam của thành phố Stalingrad 50 kilômét, và qua vùng thảo nguyên phủ tuyết vào ban đêm binh sĩ của Tập đoàn quân số 6 có thể nhìn thấy ánh sáng của hỏa châu do quân bạn đến giải cứu bắn lên. Theo lời khai sau này của tướng lĩnh Đức, lúc ấy quân Đức bị bao vây có thể đánh ra hướng về phía Tập đoàn quân xe tăng số 4 đang tiến đến họ. Nhưng một lần nữa, Hitler lại cấm việc rút khỏi thành phố.
Khi gặp sức kháng cự càng lúc càng mạnh của quân Liên Xô phía trước và hai bên sườn, Tướng Hoth không có đủ lực lượng để tiến thêm 50 kilômét còn lại. Nỗ lực giải cứu đã thất bại.
Ngày 30 tháng 1, Hitler nhận xét với Alfred Jodl: "Lịch sử quân sự chưa từng ghi thống chế Đức nào đã bị bắt làm tù binh". Rồi ông phong cho Paulus, qua sóng vô tuyến, quân hàm thống chế. Khoảng 117 sĩ quan khác cũng được thăng cấp. Đấy là một động thái trong mục đích của Hitler: ông ta muốn quân Đức trong vòng vây sẽ chống cự tới cùng thay vì đầu hàng. Nhưng cuối ngày 31 tháng 1 năm 1943, Paulus đầu hàng quân đội Xô viết.
Nga đưa 91.000 chiến binh Đức – kể cả 24 tướng lĩnh - vào các trại tù binh ở Siberia. Trừ 20.000 quân Romania và 29.000 thương binh đã được đưa về bằng máy bay, đấy là tất cả những gì còn lại của một tập đoàn quân có quân số 285.000 chỉ hai tháng trước. Những người khác đã bị tiêu diệt hoặc chết vì đói rét trong khí lạnh -20 độ C. Trong số 91.000 người vào ngày mùa đông ấy đi đến chốn giam cầm, chỉ có 5.000 người được trở về tổ quốc của họ.

Quân tình nguyện SS Galizien trên đường Kosciuszko, Sanok, Ba Lan tháng 5-1943

## Khởi đầu cho hồi kết liễu

### Đồng Minh đổ bộ lên Normandie
Trong khi Đồng Minh đang chuẩn bị hàng triệu quân và hàng nghìn tàu đủ loại để đổ bộ lên châu Âu, Quân đội Đức mãi hoang mang, ít nhất là về thời gian và địa điểm của cuộc đổ bộ. Họ nhận thấy trong tháng 5 năm 1944 có 18 ngày với các điều kiện trời tiết, mặt nước và thủy triều đều thuận lợi, nhưng tướng Dwight D. Eisenhower đã không lợi dụng cơ hội này. Vào ngày 30 tháng 5, Thống chế Tổng Tư lệnh Mặt trận miền Tây Gerd von Rundstedt báo cáo với Hitler rằng không thấy dấu hiệu cho biết sẽ có cuộc đổ bộ trong tương lai trước mắt. Ngày 4 tháng 6, bộ phận khí tượng của Không quân Đức ở Paris cho biết vì lý do thời tiết, trong nửa tháng sắp đến sẽ không có động thái của Đồng Minh.
Tin tức khác không có nhiều: Không quân Đức bị ngăn chặn bay thám thính trên các cảng biển miền nam nước Anh nơi binh sĩ của Eisenhower đang tấp nập chuẩn bị xuống tàu, còn Hải quân Đức đã rút tất cả tàu thám thính về vì biển động. Dựa trên thông tin hạn chế, ngày 5 tháng 6 Rommel trở về nhà riêng ở Herrlingen thăm gia đình và xin cái hẹn hôm sau đến tham khảo với Hitler ở Berchtesgaden.
Thượng tướng Tham mưu trưởng Hans Speidel dưới quyền Rundstedt nhớ lại ngày 5 tháng 6 là "một ngày yên ả". Xem dường không có lý do nào ngăn trở Rommel nhẩn nha trở về Đức. Điệp viên Đức vẫn báo cáo Đồng Minh sắp đổ bộ – lần này là giữa ngày 6 tháng 6 và ngày 16 tháng 6 – nhưng từ tháng 4 đã có hàng trăm báo cáo như thế mà không ai xem là quan trọng. Cũng vì thế, vào ngày 6 tháng 6 Tướng Friesrich Dollmann, tư lệnh Tập đoàn quân 7 ở Normandie, ra lệnh giảm tình trạng báo động và triệu tập sĩ quan cấp cao đến cuộc tập trận trên bản đồ ở Rennes, cách Normandie khoảng 200 kilômét về phía nam.
Phía Đức vừa hoàn toàn không biết gì về thời điểm đổ bộ, vừa không rõ sẽ diễn ra ở đâu. Rundstedt và Hitler đều chắc chắn sẽ diễn ra ở Pas-de-Calais, nơi Biển Manche thu hẹp nhất. Nơi đây, họ đã tập trung lực lượng mạnh nhất, Tập đoàn quân 15 đã được tăng viện 10-15 sư đoàn trong mùa xuân. Trước đó, Erwin Rommel đã điều Cụm Tập đoàn quân B về Normandie và liên tục cảnh báo về một cuộc đổ bộ vào đây nhưng Hitler đã phớt lờ.

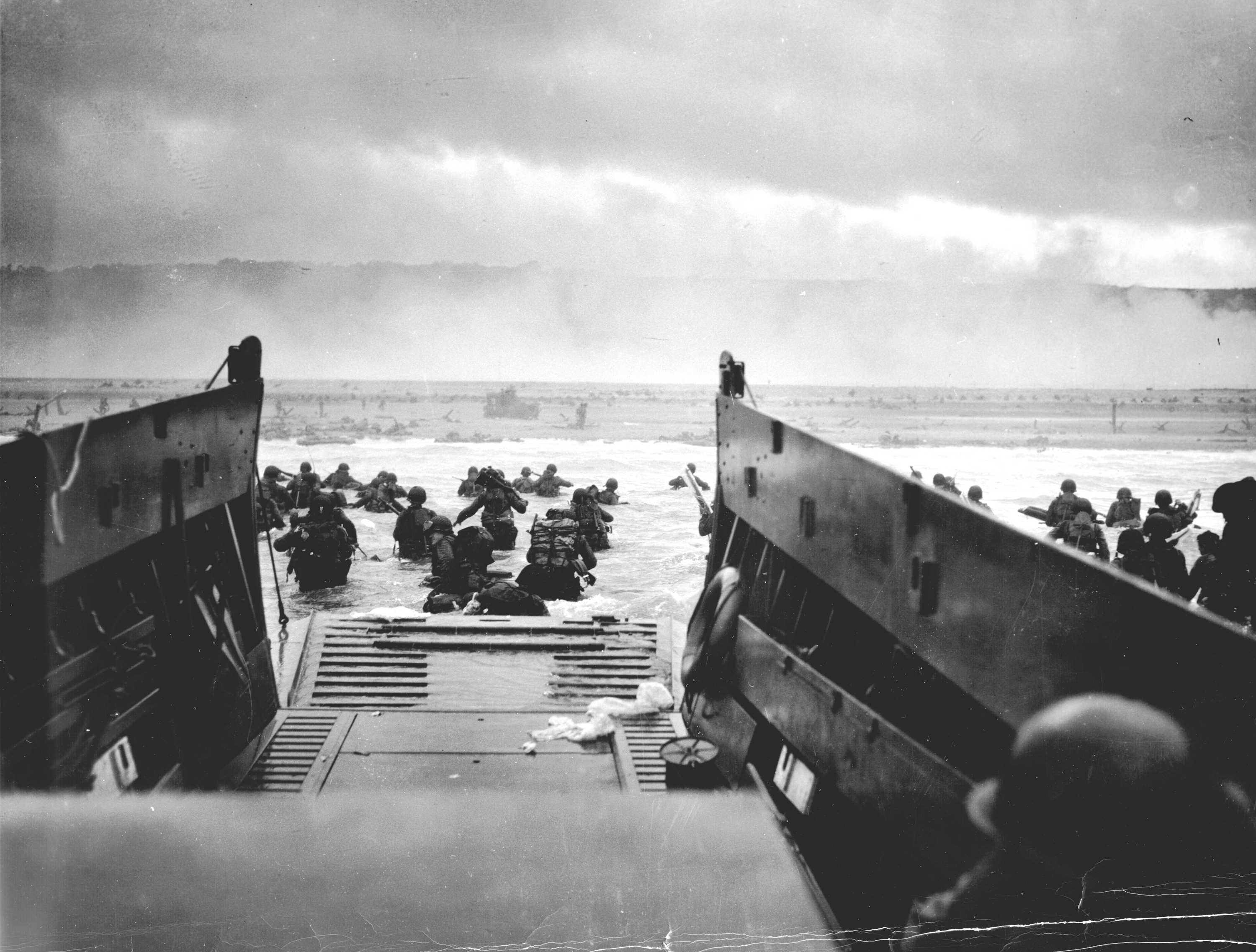
Quân Đồng minh Anh-Mỹ đổ bộ lên bờ biển Normandie

Tuy thế, phần lớn lực lượng của quân Đức, kể cả bộ binh và thiết giáp, đều trấn giữ ở phía bắc sông Seine, giữa Le Havre và Dunkerque. Rundstedt và các tướng lĩnh dưới quyền vẫn trông chừng Pas-de-Calais hơn là Normandie. Họ càng thêm tin tưởng do một số động thái đánh lạc hướng của Anh-Mỹ cho thấy họ đã tính toán đúng.
Thế là, ngày 5 tháng 6 trôi qua trong yên bình theo như những gì người Đức nhận thấy. Có vài cuộc không kích mạnh của Anh-Mỹ nhắm đến các mục tiêu của Đức: kho tàng, đài ra đa, dàn phóng V-1, vị trí thông tin và vận chuyển, nhưng trong những tuần qua mỗi ngày đêm đều có không kích như thế, và bây giờ không mạnh hơn.
Khi màn đêm buông xuống, tổng hành dinh của Rundstedt nhận tin báo là đài BBC ở London đang phát sóng thời lượng lớn một cách bất thường những bản tin bằng mật mã cho kháng chiến Pháp, và các đài ra-đa của Đức giữa Cherbourg và Le Havre đang bị nhiễu sóng. Lúc 10 giờ tối, Tập đoàn quân 15 nghe lỏm được một thông báo bằng mật mã mà họ nghĩ có nghĩa là cuộc đổ bộ sắp bắt đầu. Lệnh báo động được phát ra cho tập đoàn quân này, nhưng Rundstedt nghĩ không cần thiết phải báo động Tập đoàn quân 7 giữa Caen và Cherbourg, khu vực mà hàng nghìn chiếc tàu Đồng Minh đang tiến đến.
Mãi đến 1:07 giờ rạng sáng 6 tháng 6 năm 1944, Tập đoàn quân 7 mới nhận ra những gì đang xảy ra, trong khi Tư lệnh Tập đoàn quân này vẫn còn tập trận trên bản đồ ở Rennes. Hai sư đoàn dù Mỹ và một sư đoàn dù Anh nhảy xuống ngay giữa vùng đóng quân của Tập đoàn quân 7 Đức. Lệnh báo động toàn diện được phát ra lúc 1:30 giờ sáng.
Lúc 2:15 giờ, Trung tướng Tham mưu trưởng Max Pemsel của Tập đoàn quân 7 gọi điện đến tướng Speidel tại tổng hành dinh của Rommel cho biết đấy có vẻ như là "cuộc hành quân trên diện rộng". Speidel không tin nhưng vẫn báo cáo cho Rundstedt, và ông này cũng nghi ngờ. Cả hai tướng đều tin rằng việc thả quân dù chỉ là cách Đồng Minh chiến thuật đánh lạc hướng để đổ bộ quanh Calais. Lúc 2:40 giờ, Pemsel được báo rằng Rundstedt "không xem đấy là cuộc hành quân lớn". Mãi cho đến rạng sáng 6 tháng 6, một hạm đội Đồng Minh khổng lồ đổ lên từng đơn vị lớn dưới sự yểm trợ dữ dội của đại pháo từ tàu chiến, vị Tổng Tư lệnh Mặt trận miền Tây mới tin đấy là cuộc tấn công chính của Đồng Minh. Chỉ đến xế trưa, Speidel mới nhận ra rõ ràng sự việc. Vào lúc này, quân Mỹ đã lập được hai đầu cầu trên bãi biển, quân Anh có đầu cầu thứ ba, và họ đã xâm nhập vào đất liền được 3 đến 10 kilômét.
Speidel đã gọi điện cho Rommel ở nhà ông này lúc 6 giờ sáng. Vị Thống chế vội vàng trở lại bằng ô tô mà không đi gặp Hitler, nhưng đến xế chiều ông mới về đến tổng hành dinh Tập đoàn quân B. (Vì lẽ Đồng Minh chiếm ưu thế trên không, Hitler cấm sĩ quan cao cấp đi máy bay.)
Cùng lúc, Speidel, Rundstedt và tham mưu trưởng của ông này, tướng Günther Blumentritt, gọi điện về Bộ Tổng tham mưu lúc này đang đóng tại Berchtesgaden. Do một chỉ thị ngu xuẩn của Hitler, ngay cả Tổng Tư lệnh Mặt trận miền Tây phải xin phép ông khi muốn điều động các sư đoàn thiết giáp. Khi ba vị tướng hoảng hốt gọi đến vào buổi sáng ngày 6 tháng 6 xin phép điều hai sư đoàn thiết giáp đến Normandie, Jodl trả lời rằng Hitler muốn trước nhất xem tình hình như thế nào. Rồi sau đấy, Hitler đi ngủ. Từ lúc ấy cho đến 3 giờ chiều, tuy các tướng gọi về tới tấp, không ai ở tổng hành dinh dám làm phiền ông.
Khi Hitler thức dậy, tin xấu đã đưa về khiến cho ông hành động. Ông cho phép sử dụng hai sư đoàn thiết giáp ở Normandie. Đã quá muộn! Ông cũng ban hành một chỉ thị nổi tiếng: "phải tiêu diệt địch quân ở đầu cầu vào buổi tối 6 tháng 6... Phải quét sạch bờ biển hạn cuối là đêm nay."
Rommel ra lệnh cho tổng hành dinh Tập đoàn quân 5 mở cuộc phản công bằng Sư đoàn 21 Thiết giáp – là đơn vị thiết giáp duy nhất trong vùng – "ngay lập tức dù có tăng viện hay không". Sư đoàn này đã làm việc ấy mà không phải đợi lệnh của Rommel. Khi Rommel gọi đến, Tướng Pemsel trả lời về chỉ thị của Hitler "quét sạch hạn cuối là đêm nay" không phải một, mà là ba đầu cầu. Ông nói: "Việc này là không khả thi".
Rundstedt và Rommel quyết định đã đến lúc nói điều này với Hitler, mặt đối mặt, và yêu cầu ông chấp nhận mọi hậu quả. Họ thuyết phục ông đến một cuộc họp ngày 17 tháng 6 tại Margival, nơi có một boong-ke xây làm tổng hành dinh cho Hitler.
Viễn cảnh bị thêm một chiến bại choáng váng khiến các tướng lĩnh thêm can đảm, hoặc ít nhất đối với Rommel, được Rundstedt cho phép phát biểu khi lời lẽ của Hitler trách cứ họ tạm ngưng. Với sự thẳng thắn mà không cần uốn nắn ngôn từ, Rommel vạch ra rằng trận chiến chống lại Đồng Minh có ưu thế trên không, trên mặt biển và trên đất liền là vô vọng. Nhưng tình hình không đến nỗi tuyệt vọng nếu Hitler từ bỏ quyết tâm vô lý là giữ vững mọi tấc đất rồi đẩy các lực lượng Đồng Minh xuống biển. Rommel đề xuất với sự đồng ý của Rundstedt là rút quân Đức khỏi tầm bắn chết người của đạn pháo hải quân Đồng Minh, đưa các đơn vị thiết giáp về phía sau và tổ chức lại rồi sau đấy phát động phản công. Làm như thế, có thể đánh bại Đồng Minh trong một trận đánh bên ngoài tầm bắn của đạn pháo hải quân địch.
Nhưng Hitler không muốn nghe bất kỳ đề xuất nào về việc rút lui. Binh sĩ Đức phải trụ lại mà chiến đấu.
Đến lúc này Rommel muốn hướng về chính trị. Ông tiên đoán rằng phòng tuyến Đức tại Normandie sẽ tan vỡ và rằng không thể ngăn chặn đà tiến của Đồng Minh vào đất Đức. Ông không chắc liệu có thể giữ vững phòng tuyến ở Liên Xô hay không. Ông đề xuất nên tìm cách chấm dứt cuộc chiến.
Hitler đã ngắt lời Rommel vài lần, cuối cùng chen vào: "Ông đừng lo lắng về tiến trình tương lai của cuộc chiến, nhưng nên chú tâm vào mặt trận tấn công của ông."
Hai thống chế không đi đến đâu, cả với lập luận quân sự và chính trị. Tướng Jodl khai trước Tòa án Nürnberg: "Hitler không hề chú tâm đến những lời cảnh báo của họ."

### Liên Xô tiếp tục phản công
Ngày 20 tháng 6, đợt phản công của Liên Xô, mà mọi người tiên liệu từ lâu, đã bắt đầu với sức mạnh vượt trội. Chỉ trong vòng vài ngày, Cụm tập đoàn quân Trung tâm của Đức, mà Hitler đã tập trung những đơn vị mạnh nhất, hoàn toàn tan nát. Phòng tuyến Đức vỡ vụn, và con đường đến Ba Lan rộng mở. Ngày 4 tháng 7, quân Nga vượt đường biên giới năm 1939 phía đông của Ba Lan và hội tụ ở Đông Phổ.
Vào ngày 29 tháng 6, một lần nữa Rundstedt và Rommel kêu gọi Hitler nên đối mặt với thực tế ở miền Đông và miền Tây, cố chấm dứt chiến tranh trong khi một phần đáng kể của Quân đội Đức vẫn tồn tại. Hitler khước từ.
Hai ngày sau, Rundstedt bị bãi nhiệm chức Tổng Tư lệnh Mặt trận miền Tây. Thay thế ông là Thống chế Günther von Kluge.

## Sự suy tàn của Đế chế Thứ Ba

### Cuộc tấn công vào lãnh thổ Đức

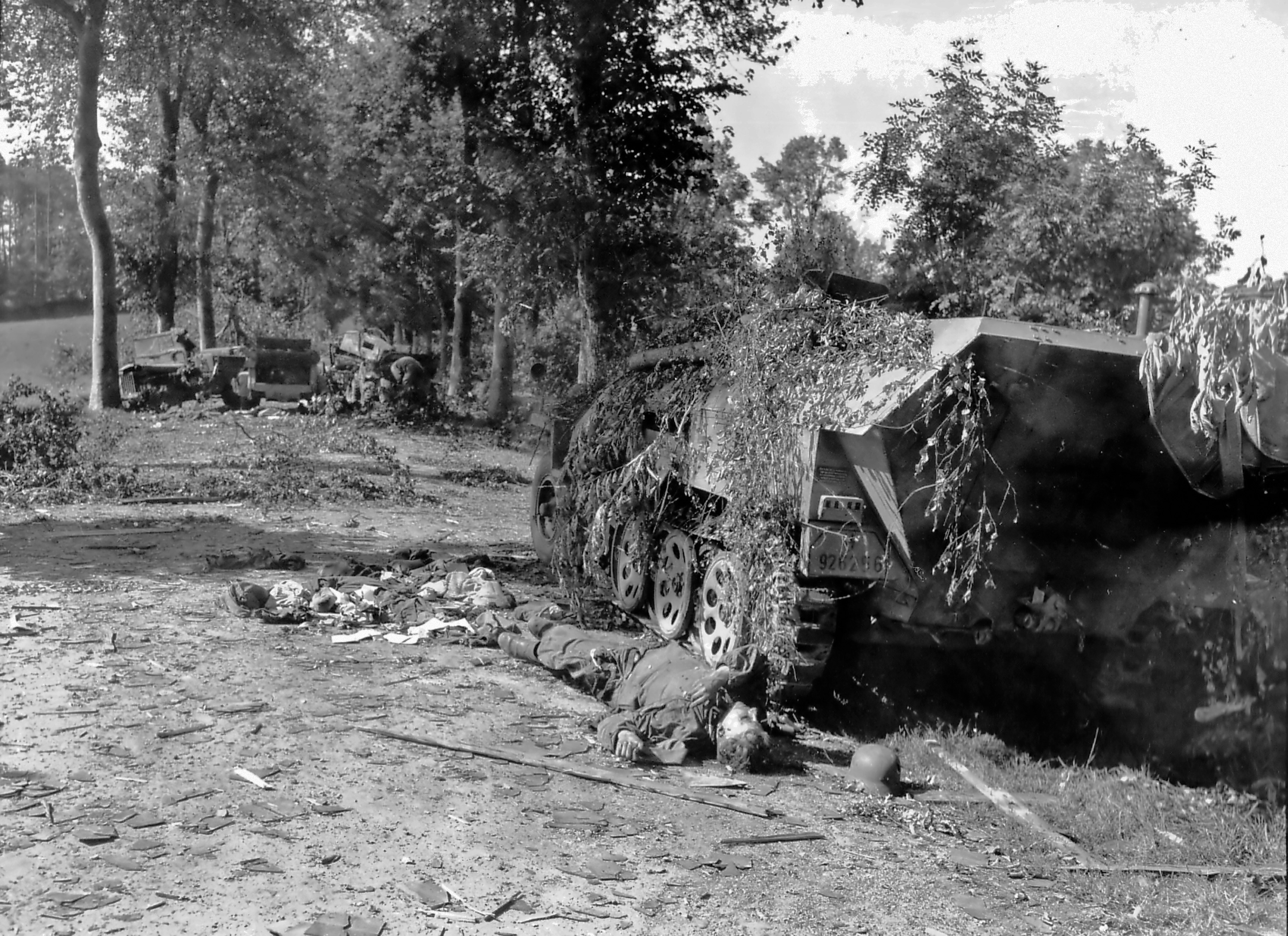
Xe thiết giáp Đức thuộc Sư đoàn 2.SS-"Das Reich bị hạ ở Mortain-Le-Neufbourg

Cuộc tổng phản công của Liên Xô bắt đầu ngày 10 tháng 6 năm 1944. Đến giữa tháng 8 năm 1944, Hồng quân tiến đến biên giới Đông Phổ, bao vây 15 sư đoàn Đức ở vùng Baltic, xâm nhập đến Vyborg của Phần Lan, tiêu diệt Cụm tập đoàn quân Trung tâm của Đức. Trong 5 tuần, mặt trận của Liên Xô tiến đến sông Wisla. Ở miền nam, Liên Xô bắt đầu cuộc phản công ngày 20 tháng 8. Đến cuối tháng 8, họ chiếm được Romania cùng với mỏ dầu Ploesti, nguồn cung cấp dầu hỏa chính duy nhất cho quân đội Đức. Ngày 26 tháng 8, Bulgaria chính thức từ bỏ cuộc chiến và quân Đức bắt đầu vội vã rút ra khỏi nước này. Đến tháng 9, Phần Lan đầu hàng và giải giới những binh sĩ Đức không chịu rút ra khỏi nước này.
Ngày 25 tháng 8 năm 1944, sau 4 năm dưới sự chiếm đóng của Đức, Paris được giải phóng khi Sư đoàn 2 Thiết giáp của Pháp dưới quyền tướng Leclerc và Sư đoàn 4 Bộ binh của Mỹ tiến vào thành phố.
Tàn dư của những quân Đức ở Pháp bây giờ đều rút lui. Thống chế Bernard Montgomery dẫn Tập đoàn quân số 1 của Canada và Tập đoàn quân số 2 của Anh giải phóng Bruxelles ngày 3 tháng 9 và Antwerp ngày hôm sau. Ông tiến quân nhanh đến nỗi Đức không có thời giờ phá hủy những công trình cảng tại Antwerp. Đây là điều may mắn lớn cho Đồng Minh, vì cảng này sẽ trở thành căn cứ tiếp tế chính cho quân Anh-Mỹ.
Về phía nam, Tập đoàn quân số 1 của Mỹ dưới quyền tướng Courtney H. Hodges cũng tiến nhanh vào miền đông-nam Bỉ, đến sông Meuse rồi chiếm được các pháo đài ở Namur và Liège mà Đức không có thời giờ tổ chức phòng ngự. Xa hơn về phía nam, Tập đoàn quân số 3 của tướng George Patton đã giải phóng Verdun, bao vây Metz, tiến đến sông Moselle rồi bắt tay với Tập đoàn quân số 7 của Pháp-Mỹ dưới quyền tướng Alexander Patch.
Đến cuối tháng 8, mặt trận miền Tây của Đức đã mất 500.000 quân (phân nửa số này bị bắt làm tù binh) và hầu như toàn bộ xe tăng, đại bác và xe vận tải. Gerd von Rundstedt, người được tái bổ nhiệm vào chức vụ Tổng Tư lệnh Mặt trận miền Tây ngày 4 tháng 9, sau này nói với Đồng Minh: "Đối với cá nhân tôi, cuộc chiến đã chấm dứt vào tháng 9."

### Nước cờ liều lĩnh cuối cùng của Hitler
Suốt cuối mùa thu Hitler đã vơ vét khắc nước Đức mọi nguồn lực cho nước cờ mới. Chiến dịch phản công là một kế hoạch liều lĩnh. Hitler tin rằng hầu như chắc chắn sẽ tạo được bất ngờ. Nhưng có một nhược điểm. Quân đội Đức đã yếu hơn so với năm 1940, đặc biệt là về không quân, trong khi đối thủ có tiềm năng mạnh hơn và vũ khí tốt hơn. Đến tháng 12, ông đã thu thập được gần 28 sư đoàn kể cả chín sư đoàn thiết giáp để đánh xuyên qua Ardennes, thêm 6 sư đoàn để tấn công Alsace tiếp theo mũi tiến công chính. Hermann Göring hứa sẽ cung ứng 3.000 chiến đấu cơ. Đấy là một lực lượng đáng kể, tuy còn yếu hơn nhiều so với tập đoàn quân của Rundstedt trên cùng mặt trận năm 1940. Nhưng việc động quân như thế đã khiến cho mặt trận miền Đông không có quân tăng viện vốn rất cần thiết để đẩy lui cuộc tấn công của Liên Xô dự trù vào tháng 1 năm 1945.
Ngày 16 tháng 12 năm 1944, lợi dụng màn sương dây bao phủ vùng đồi hiểm trở của rừng Ardennes, quân Đức phản công trên mặt trận trải dài 120 kilômét. Không lực Đồng Minh không cất cánh được vì thời tiết xấu. Quân Đức khiến cho Đồng Minh bị bất ngờ hoàn toàn, đánh xuyên qua được vài điểm ngay sáng đầu tiên.
Khi một đội hình tăng của Đức tiến đến Stavelot vào đêm 17 tháng 12, họ chỉ còn cách tổng hành dinh Tập đoàn quân 1 của Mỹ có 13 kilômét ở Spa, và nơi này đang vội vã lo rút lui. Quan trọng hơn, giữa quân Đức và một kho xăng dầu khổng lồ của Mỹ chứa 11 triệu lít xăng chỉ có khoảng cách chưa đến 2 kilômét. Xe tăng Đức đang tiến chậm chạp vì luôn thiếu hụt nhiên liệu. Vì thế, nếu chiếm được kho xăng dầu này, họ có thể tiến nhanh hơn và xa hơn.
Những đơn vị rời rạc của Tập đoàn quân 1 Mỹ vẫn ngoan cường chống trả khiến cho đà tiến của Đức chậm lại. Quân Mỹ trấn đóng trên các vùng phía bắc Monschau và phía nam Bastogne, chỉ cho phép quân Đức luồn qua một khoảng hẹp. Lực lượng Mỹ phòng ngự ở Bastogne khép lại số phận của Đức.
Giao lộ Bastogne là chìa khóa cho sự phòng vệ vùng Ardennes và sông Meuse phía sau. Nếu Đồng Minh giữ vững Bastogne, họ sẽ khống chế những con đường chính mà quân Đức muốn sử dụng, và còn cầm chân được một lực lượng đáng kể của Đức. Vào sáng ngày 18 tháng 12, mũi tiến công của Đức chỉ còn cách Bastogne 24 kilômét, trong khi nơi đây chỉ có binh sĩ thuộc tổng hành dinh của một quân đoàn đang chuẩn bị rút lui. Tuy nhiên, tối ngày 17 tháng 12, Sư đoàn Không vận 101 của Mỹ, lúc ấy đang lo bổ sung lực lượng tại Reims, nhận lệnh hành quân cấp tốc đến Bastogne trên quãng đường dài 160 kilômét. Cả sư đoàn đi trên xe tải mở đèn chạy suốt đêm, và đến Bastogne sau 24 giờ. Quân Đức đã thua trong cuộc chạy đua. Dù Đức bao vây Bastogne với lực lượng vượt trội, các sư đoàn Đức vẫn không thể đi vòng đến tiến đến sông Meuse, mà còn phải để lại một lực lượng lớn để cố chiếm lấy giao lộ này.
Bước ngoặt cho nước cờ của Hitler tại Ardennes diễn ra ngày 24 tháng 12. Quân Mỹ tạo thành hai gọng kìm mạnh từ hai bên sườn bắc và nam của quân Đức trên khoảng hẹp. Nhờ thời tiết tốt trở lại, không lực Anh-Mỹ tấn công dữ dội các tuyến đường tiếp tế và đội hình Đức. Quân Đức cố mở thêm đợt tấn công vào Bastogne, nhưng quân phòng ngự. Ngày hôm sau, một đội hình thiết giáp thuộc Tập đoàn quân 3 của tướng George S. Patton đánh xuyên qua phía nam và giải cứu cho thị trấn. Quân Đức phải rút lui khỏi hành lang chật hẹp nếu không muốn quân Mỹ cắt đứt tiêu diệt.
Vào ngày đầu năm, Hitler tung 8 sư đoàn theo 2 mũi tấn công, nhưng cả hai đều không thể tiến xa. Một cuộc tấn công tổng lực vào Bastogne của không dưới hai quân đoàn gồm 9 sư đoàn diễn ra ngày 3 tháng 1 năm 1945, dẫn đến một trong những trận đánh dữ dội nhất trong chiến dịch Ardennes. Đến ngày 16 tháng 1, chỉ một tháng sau khi phát động cuộc phản công mà Hitler tung ra tất cả cơ số dự bị về nhân lực và khí tài, quân đội Đức rút về phòng tuyến xuất phát.
Đức bị thiệt hại 120.000 người gồm thương vong và mất tích, 600 xe tăng và pháo, 1.600 máy bay và 6.000 xe cộ các loại. Thiệt hại phía Mỹ cũng nặng – 8.000 tử trận, 48.000 bị thương, 21.000 bi bắt hoặc mất tích và 733 xe tăng.

### Quân đội Đức sụp đổ
Vào mùa xuân 1945, Đế chế thứ Ba tiến nhanh đến hồi kết liễu.
Tháng 2 năm 1945, với phần lớn vùng công nghiệp Ruhr đã đổ nát và vùng Thượng Silesia rơi vào tay Nga, sản lượng than đá chỉ còn một phần năm so với năm trước và lại khó vận chuyển vì không quân Mỹ-Anh đánh phá hệ thống đường sắt và kênh đào. Đức mất những giếng dầu ở Romania và Hungary, còn không quân Đồng Minh đánh phá các nhà máy sản xuất dầu nhân tạo. Nhiên liệu thiếu hụt một cách trầm trọng đến nỗi nhiều tàu hải quân và phần lớn máy bay nằm ụ và bị máy bay Đồng Minh đến phá hủy. Nhiều sư đoàn thiết giáp không thể di chuyển cũng vì thiếu nhiên liệu.
Đến ngày 8 tháng 2 năm 1945, quân Đồng Minh, bây giờ lên đến 85 sư đoàn, bắt đầu tiến gần đến sông Rhine. Họ đã nghĩ Đức sẽ cố bảo toàn lực lượng để chiến đấu cầm cự, rút về phía sau phòng tuyến nước của một con sông rộng và chảy xiết, rất khó vượt qua. Rundstedt đã tham mưu như thế. Nhưng ở đây, cũng giống như những nơi khác qua bao lần thất bại, Hitler không muốn nghe việc rút lui. Ông nói với Rundstedt làm như thế chẳng khác nào "dời thảm họa từ nơi này sang nơi khác". Thế là, Hitler cương quyết đòi hỏi quân Đức phải trụ lại mà chiến đấu – nhưng không thể lâu được. Đến cuối tháng 2 năm 1945, quân Anh-Mỹ đã tiến đến sông Rhine ở nhiều điểm phía bắc Düsseldorf, và 2 tuần sau họ đã trụ vững bên bờ trái của sông Moselle. Quân Đức đã có thêm 300.000 thương vong trong số này có 293.000 bị bắt, và mất phần lớn khí tài chiến tranh.
Vào buổi xế chiều ngày 7 tháng 3, một đơn vị tiền phong thuộc Sư đoàn 9 Thiết giáp của Mỹ tiến đến những ngọn đồi nhìn xuống thị trấn Remagen bên bờ sông Rhine. Họ kinh ngạc thấy chiếc cầu bắc qua con sông vẫn còn nguyên vẹn. Xe tăng Mỹ chạy qua cầu. Đến tối, quân Mỹ đã lập được một vị trí vững chắc ở bờ đông. Họ đã vượt qua được chướng ngại vật thiên nhiên cuối cùng ở Tây Đức. Hitler ra lệnh xử tử 8 sĩ quan chỉ huy lực lượng yếu kém của Đức tại cầu Remagen.
Ít ngày sau, vào đêm 22 tháng 3, Tập đoàn quân số 3 dưới quyền Patton vượt sông Rhine tại Oppenheim, phía nam Mainz. Đến ngày 25 tháng 3, quân Đồng Minh đã chiếm được cả bờ tây con sông và hai đầu cầu vững chắc bên bờ đông. Trong vòng 6 tuần, Đức đã mất hơn một phần ba lực lượng ở miền Tây và phần lớn vũ khí cho nửa triệu người.
Trong khi các tập đoàn quân Anh-Canada dưới quyền Thống chế Bernard Montgomery tiến đến Bremen, Hamburg và vùng Baltic, Tập đoàn quân 9 Mỹ của tướng William Hood Simpson và Tập đoàn quân 1 Mỹ của tướng Hodges cũng tiến nhanh qua vùng Ruhr. Cụm Tập đoàn quân B của Thống chế Model gồm Tập đoàn quân 15 và Tập đoàn quân xe tăng 5 – khoảng 21 sư đoàn – bị bao vây, rồi đầu hàng ngày 18 tháng 4. Thêm 325.000 quân Đức kể cả 30 tướng lĩnh bị bắt, nhưng không có mặt Thống chế Otto Model. Ông đã tự tử bằng súng chứ không muốn làm tù binh.
Ngày 16 tháng 4 năm 1945 quân Mỹ tiến đến Nürnberg, còn quân của Nguyên soái Zhukov tiến tiếp từ đầu cầu sông Oder rồi đến vùng ngoại ô của Berlin ngày 21 tháng 4. Wien đã được giải phóng ngày 13 tháng 4.
Lúc 4:40 giờ chiều ngày 25 tháng 4, toán tuần tiễu của Sư đoàn 69 Bộ binh Mỹ bắt tay với nhóm tiền phương của Sư đoàn 69 Cận vệ Liên Xô ở Torgau bên bờ sông Elbe, cách Berlin khoảng 40 kilômét về phía nam. Lãnh thổ Đức bị cắt ra làm hai mảnh bắc và nam. Adolf Hitler bị cô lập ở Berlin. Ông tự tử ngày 30 tháng 4, 1945, mười ngày sau sinh nhật thứ 56 của ông.

## Chiến tranh kết thúc
Lúc 2:41 giờ rạng sáng ngày 7 tháng 5 năm 1945, Đức đầu hàng vô điều kiện. Đêm mồng 8 rạng sáng 9 tháng 5 năm 1945, ký vào văn kiện về phía Đồng Minh là tướng Mỹ Walter Bedell Smith, với tướng Ivan Susloparov ký làm người chứng cho Liên Xô và tướng François Sevez cho Pháp. Đô đốc Hans-Georg von Friedeburg (Tư lệnh Hải quân Đức cuối cùng trong cuộc chiến) và Đại tướng Alfred Jodl (Tham mưu trưởng Hành quân của Bộ Tổng tham mưu Quân lực Đức trong suốt cuộc chiến) ký thay cho Đức.
Jodl xin phép phát biểu và được chấp nhận.
Với chữ ký này, dù tốt hay xấu nhân dân Đức và Quân lực Đức được giao vào tay của những người chiến thắng,... Trong giờ khắc này tôi chỉ có thể nói lên hy vọng rằng bên chiến thắng sẽ đối xử với họ một cách khoan dung.
Phía Đồng Minh không có đáp từ. Nhưng có lẽ Jodl còn nhớ một dịp khác chỉ mới 5 năm trước, khi vai trò hai bên đảo ngược. Lúc ấy, khi thay mặt nước Pháp ký đầu hàng vô điều kiện, một vị tướng Pháp đã có lời khẩn cầu tương tự. Sau đấy, người ta biết rằng lời khẩn cầu đã vô hiệu.
Đại bác trên châu Âu ngưng bắn và bom ngưng rơi bắt đầu từ giữa đêm 8 tháng 5 rạng sáng 9 tháng 5 năm 1945. Lần đầu tiên kể từ ngày 1 tháng 9 năm 1939, một sự yên lặng lạ lùng nhưng được chào đón toàn lục địa châu Âu. Cuộc chiến mà Đức Quốc xã phát động trên châu Âu diễn ra trong 5 năm, 8 tháng và 6 ngày.
Còn tại mặt trận châu Á - Thái Bình Dương, Liên Xô mở chiến dịch Mãn Châu. Ngày 6 và 9 tháng 8 năm 1945, Mĩ không kích Hiroshima và Nagasaki (Nhật Bản) Ngày 15 tháng 8 năm 1945, Nhật Bản đầu hàng vô điều kiện trên chiếc hạm Missouri của Mĩ. Chiến tranh kết thúc

## Cơ cấu chỉ huy quân đội Đức Quốc xã
Từ năm 1933, Đức Quốc xã khởi động chương trình tái vũ trang, tăng cường quân lực mạnh mẽ. Năm 1935, Bộ Chiến tranh được thành lập thay cho Bộ Quốc phòng. Thượng tướng Bộ binh Werner von Blomberg (thăng Thống chế 1936), Bộ trưởng Chiến tranh, giữ vai trò Tổng tư lệnh quân đội.
Cơ cấu quân đội Đức Quốc xã thay đổi mạnh mẽ từ năm 1938 với sự hình thành Bộ Tư lệnh Tối cao Wehrmacht (Oberkommando der Wehrmacht - OKW) thay cho Bộ Chiến tranh. Từ đây, quân đội Đức được đặt trực tiếp dưới quyền lãnh đạo của Hitler với vai trò Tổng tư lệnh Tối cao (Oberbefehlshaber - OB). Cơ cấu này duy trì cho đến khi Đức Quốc xã hoàn toàn sụp đổ năm 1945.
Tổng tư lệnh Tối cao (Oberbefehlshaber)
- Führer Adolf Hitler (1938-1945)
- Đại đô đốc Karl Dönitz (1945)

Chỉ huy trưởng (Chef des OKW)
- Đại tướng Wilhelm Keitel (1938-1945) (Thống chế 1940)

Tổng tư lệnh Lục quân (Oberbefehlshaber des Heeres - OBdH)
- Đại tướng Werner von Fritsch (1934-1938)
- Thống chế Walther von Brauchitsch (1938-1941)
- Führer Adolf Hitler (1941-1945)
- Thống chế Ferdinand Schörner (1945)

Tổng tư lệnh Không quân (Oberbefehlshaber des Luftwaffe - OBdL)
- Thống chế Đế chế Hermann Göring (1935-1945)
- Thống chế Robert Ritter von Greim (1945)
- Đại tướng Hans-Jürgen Stumpff (1945) (tạm quyền thay mặt Tổng tư lệnh Không quân ký kết văn kiện đầu hàng)

Tổng tư lệnh Hải quân (Oberbefehlshaber des Marine - OBdM)
- Đại Đô đốc Erich Raeder (1928-1943)
- Đại Đô đốc Karl Dönitz (1943-1945)
- Đô đốc Hans-Georg von Friedeburg (1945)
- Đô đốc Walter Warzecha (1945)

## Danh sách các Thống chế
1. 1936 Werner von Blomberg (1878-1946), chết khi bị bắt giữ
2. 1938 Hermann Göring (1893-1946), tự tử
3. 1940 Walther von Brauchitsch (1881-1948), chết khi bị bắt giữ
4. 1940 Albert Kesselring (1885-1960), được trả tự do
5. 1940 Wilhelm Keitel (1882-1946), bị Đồng Minh xử tử
6. 1940 Günther von Kluge (1882-1944), tự tử
7. 1940 Wilhelm Ritter von Leeb (1876-1956), bị án tù
8. 1940 Fedor von Bock (1880-1945), tử trận
9. 1940 Wilhelm List (1880-1971), được trả tự do
10. 1940 Erwin von Witzleben (1881-1944), bị Quốc xã sát hại
11. 1940 Walther von Reichenau (1884-1942), tử trận
12. 1940 Erhard Milch (1892-1972), bị án tù
13. 1940 Hugo Sperrle (1885-1953), được tha bổng
14. 1940 Gerd von Rundstedt (1875-1953), bị giam sau đó thả về
15. 1940 Eduard Freiherr von Böhm-Ermolli (1856-1941), về hưu
16. 1942 Erwin Rommel (1891-1944), tự tử
17. 1942 Georg von Küchler (1881-1968), được trả tự do vì sức khỏe
18. 1942 Erich von Manstein (1887-1973), cố vấn cho Thủ tướng Konrad Adenauer
19. 1943 Friedrich Paulus (1890-1957), bị Liên Xô bắt làm tù binh, được trả tự do sau chiến tranh
20. 1943 Paul Ludwig Ewald von Kleist (1881-1954), bị án tù
21. 1943 Maximilian Reichsfreiherr von Weichs (1881-1954), không bị truy tố
22. 1943 Ernst Busch (1885-1945), chết khi bị bắt giữ
23. 1943 Wolfram Freiherr von Richthofen (1895-1945), chết khi bị bắt giữ
24. 1944 Walther Model (1891-1945), tự tử
25. 1945 Ferdinand Schörner (1892-1973), bị án tù
26. 1945 Robert Ritter von Greim (1892-1945), tự tử
27. 1936 Erich Raeder (1876 -1960), bị án tù
28. 1943 Karl Dönitz (1891-1980), bị án tù